# 셀레리나/슐라리냐
셀레리나/슐라리냐(독일어/이탈리아: Celerina, 로만슈어: Schlarigna (도움말·정보))는 스위스 그라우뷘덴주의 말로야군에 있는 자치체이다.

## 역사
셀레리나/슐라리냐는 1313년에 Schellarin으로 처음 언급되었다. 1320년에는 Celarina로 언급되었다.

## 지리

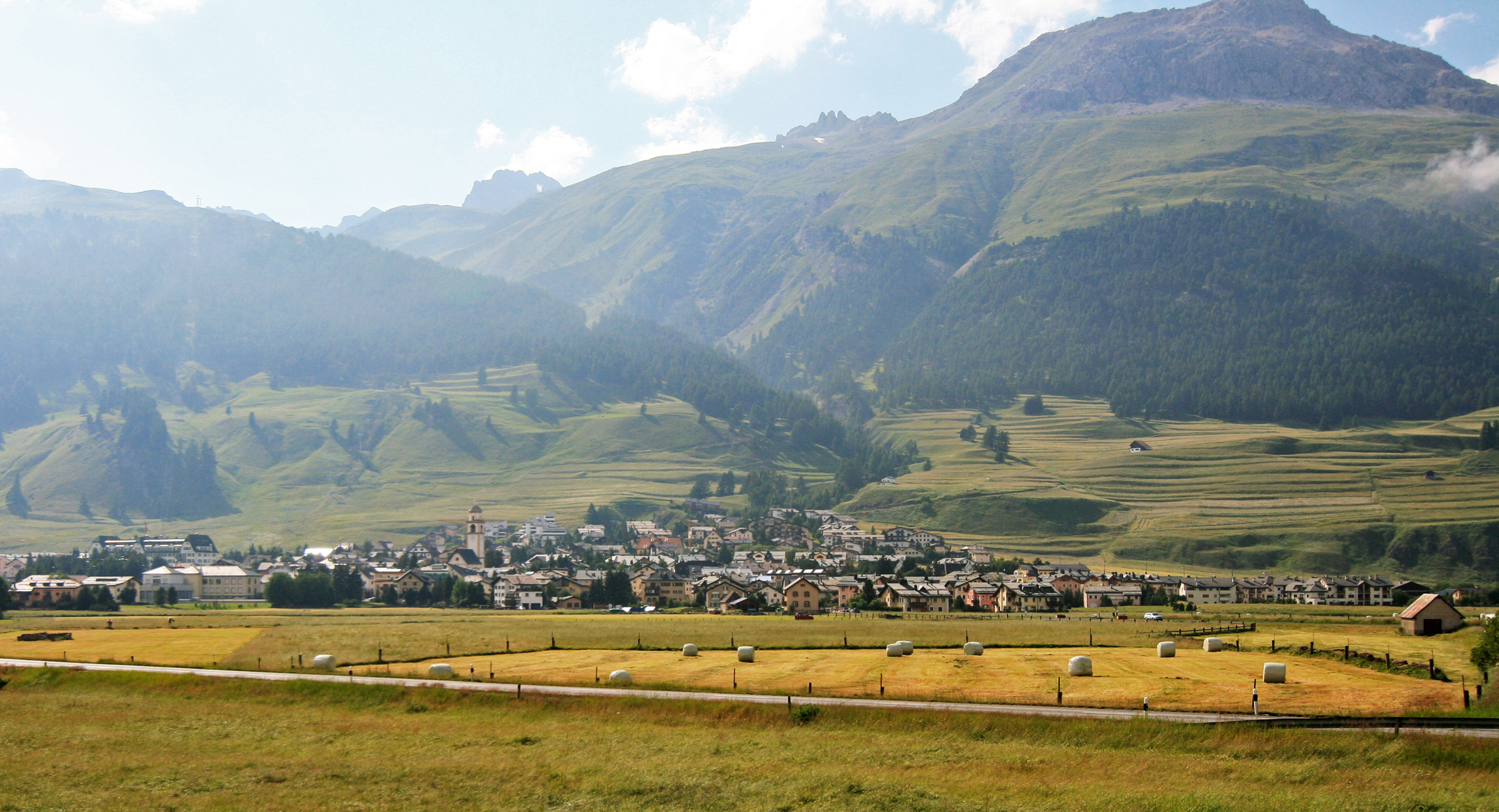
엥가딘 계곡의 셀레리나/슐라리냐

셀레리나/슐라리냐의 면적은 2006년 기준으로 24k㎡이다. 이 지역의 34%는 농업용으로 사용되고, 30.5%는 산림이다. 나머지 토지 중 4.1%는 정착지(건물 또는 도로)이고, 나머지(31.4%)는 비생산적(강, 빙하 또는 산)이다.
그것은 말로야군의 상부 엥가딘 하위 지구에 있는 크라스타의 작은 마을로 구성되어 있으며, 2017년 이후 말로야군의 일부가 되었다. 시정촌의 공식 이름은 1943년까지 셀레리나로 사용되었지만, 슐라리냐/셀레리나라는 이름을 채택했다. 1950년에 셀레리나/슐라리냐로 다시 이름이 변경되었다.
말로야군의 상부 엥가딘 하위 지역의 상부 엥가딘 계곡에 위치하고 있으며, 엥가딘으로 들어가는 베르니나 고개 입구 건너편에 있다. 마을은 생모리츠, 사메단 및 폰트레시나 사이에 있다. 터보건으로 유명한 크레스타 런은 생모리츠에서 셀레리나의 크레스타 지역까지 이어진다.

## 인구통계
2020년 12월 31일 기준, 셀레리나/슐라리냐의 인구는 1,484명이다. 2008년 기준으로 전체 인구의 31.8%가 외국인이다. 지난 10년 동안 인구는 13.7%의 비율로 증가했다.
2000년 기준으로 인구의 성별 분포는 남성이 48.4%, 여성이 51.6%였다. 2000년 현재 셀레리나/슐라리냐의 연령 분포는 다음과 같다. 152명의 어린이 또는 인구의 11.2%가 0세에서 9세 사이이다. 78명의 10대(5.8%)는 10~14세이고, 68명의 10대(5.0%)는 15~19세이다. 성인 인구 중 215명(인구의 15.9%)이 20~29세이다. 279명(20.6%)은 30~39세, 222명(16.4%)은 40~49세, 169명(12.5%)은 50~59세이다. 고령자 분포는 85명(인구의 6.3%)이 60~69세이다. 70~79세는 56명(4.1%), 80~89세는 27명(2.0%), 90~99세는 2명(0.1%)이다.
2007년 연방 선거에서 가장 인기 있는 정당은 30.3%의 득표율을 기록한 SVP였다. 다음으로 가장 인기 있는 세 정당은 SP (29.3%), FDP (26.9%), CVP (10.2%)였다.
전체 스위스 인구는 일반적으로 교육 수준이 높다. 셀레리나/슐라리냐에서는 인구의 약 69.9%(25-64세 사이)가 비필수 고등교육 또는 추가 고등교육(대학 또는 응용학문대학)을 완료했다.
셀레리나/슐라리냐의 실업률은 1.47%이다. 2005년 기준으로 1차 경제 부문에 20명이 고용되어 있고 이 부문에 약 5개 기업이 참여하고 있다. 153명이 2차 부문에 고용되어 있고, 이 부문에 22개의 기업이 있다. 564명이 3차 부문에 고용되어 있으며, 이 부문에는 85개의 기업이 있다.
2000년 인구 조사에 따르면 641명(47.4%)이 로마 가톨릭 신자이고, 532명(39.3%)이 스위스 개혁 교회에 속해 있다. 나머지 인구 중 정교회에 속한 사람은 17명(인구의 약 1.26%)이고 다른 기독교 교회에 속한 사람은 10명(인구의 약 0.74%)이다. 11명의 개인(약 0.81%)이 유대인이다. 다른 교회에 속해 있는 개인은 5명(약 0.37%)(인구 조사에 등재되지 않음), 84명(약 6.21%)이 교회에 속하지 않고, 불가지론자 또는 무신론자이며, 53명(약 3.92%)가 질문에 대답하지 않았다.
역사적 인구는 다음 표에 나와 있다.
| 년도 | 인구  |
| ---- | ----- |
| 1850 | 245   |
| 1900 | 341   |
| 1950 | 713   |
| 1960 | 868   |
| 1970 | 983   |
| 1980 | 890   |
| 1990 | 975   |
| 2000 | 1,353 |

## 언어
2000년 기준, 인구의 대부분은 독일어(58.3%)를 사용하며, 이탈리아어가 2위(19.3%)이고 로만슈어가 3위(12.8%)이다. 19세기 중반까지 전체 인구는 푸터의 상부 엥가딘 로만슈어 방언을 사용했다. 외부 세계와의 무역 증가로 인해 로만슈어 사용이 감소하기 시작했다. 1860년에는 약 96%가 로만슈어를 모국어로 사용했지만, 1880년에는 76.9%로 줄었고, 1900년에는 68%로 줄었다. 로만슈어가 셀레리나/슐라리냐에서 마지막으로 주요 언어였던 것은 1941년이었다. 제2차 세계 대전 이후 독일어가 주요 언어가 되었다. 그러나 1990년에는 셀레리나/슐라리냐에서 로만슈어를 이해하는 사람이 여전히 41%였으며, 2000년에는 35%였다.
| 셀레리나/슐라리냐의 언어' |             |             |             |             |             |             |
| 언어                      | Census 1980 | Census 1980 | Census 1990 | Census 1990 | Census 2000 | Census 2000 |
| 언어                      | 수          | 비율        | 수          | 비율        | 수          | 비율        |
| 독일어                    | 390         | 43.82%      | 535         | 54.87%      | 789         | 58.31%      |
| 로만슈어                  | 273         | 30.67%      | 198         | 20.31%      | 173         | 12.79%      |
| 이탈리아어                | 178         | 20.00%      | 176         | 18.05%      | 261         | 19.29%      |
| 인구                      | 890         | 100%        | 975         | 100%        | 1353        | 100%        |

## 국가중요문화재

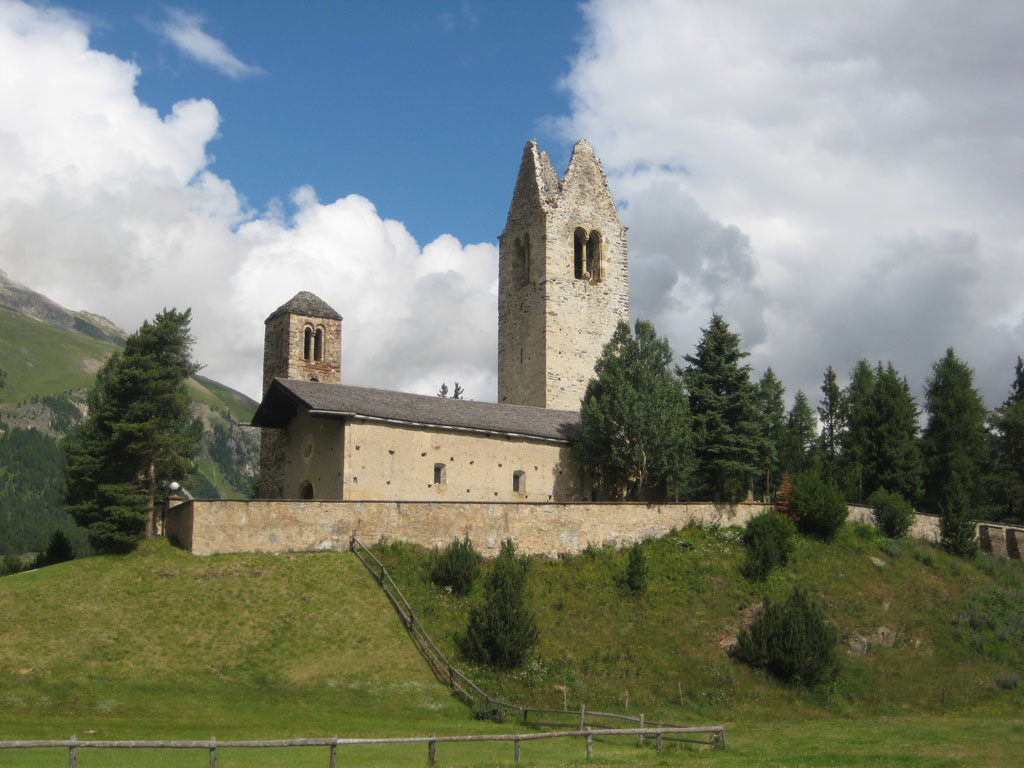
산 지안 교회와 종탑터

산지안의 스위스 개혁 교회는 국가적으로 중요한 스위스 문화 유산으로 등록되어 있다. 교회는 인강 위의 언덕에 위치해 있다. 약 500년이나 된 예배당 자리에 1478년에 지어졌다. 교회는 페인트 칠한 나무 지붕과 주목할만한 프레스코가 있는 단일 후진 구조이다. 1682년에 큰 종탑은 번개를 맞았고, 불타버린 지붕은 한 번도 교체되지 않았다.

## 관광

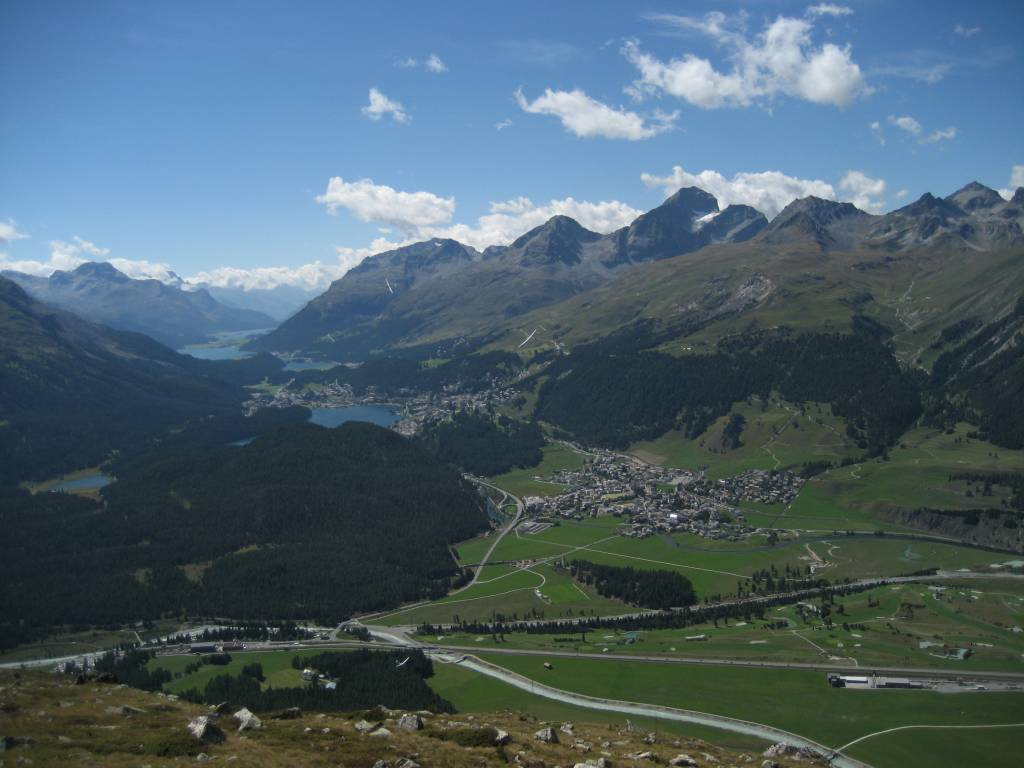
생모리츠와 셀레리나의 풍경

셀레리나/슐라리냐는 플라츠강(베르니나 고개에서 유입)이 인강과 만나는 평야의 가장자리에 위치하므로 엥가딘 계곡의 가장 넓은 부분으로 셀레리나를 엥가딘 계곡 상부에서 가장 햇볕이 잘 드는 곳이다. 남쪽의 더 유명한 이웃 도시(생모리츠)와 달리 셀레리나는 시내 중심가에 17세기로 거슬러 올라가는 많은 역사적인 건물을 보유하고 있다. 이 마을에는 세 개의 역사적인 교회가 있다. 크레스타의 작은 로마네스크 양식의 교회, 평원 한가운데에 있는 산지안의 고딕 양식의 고딕 양식의 교회(현재는 1478년에 지어졌지만, 최소 400년은 더 된 예배당을 기반으로 함) 및 바로크 양식의 교회가 있다. 1669년 마을 중심부에 위치한 벨타임펠.
이전에 농촌이었던 마을이 지난 수십 년 동안 셀레리나/슐라리냐에서 관광의 중요성이 극적으로 증가했다. 실제로 큰 호텔은 없지만, 소수의 중소 규모 호텔과 여관이 있다. 핵심 관광은 소유자가 점유하는 두 번째 주택과 임시 임대 아파트인 휴가용 아파트에서 비롯된다. 여름과 겨울 관광이 있다. 겨울철이 더 중요하다. 여름 손님은 하이킹과 등산을 즐긴다. 산악자전거도 대중화되었다. 근처에서 골프, 글라이더 비행, 수영, 행글라이딩을 할 수 있는 기회도 있다. 겨울 스포츠에는 노르딕 스키와 알파인 스키, 봅슬레이, 스켈레톤(스포츠)이 모두 포함된다. (유명한 크레스타 런은 셀레리나에서 끝난다). 셀레리나에서 코르빌리아/마르군스의 생모리츠 스키 지역 중심부까지 직접 스키어 곤돌라가 있다.

## 교통
시정촌에는 3개의 기차역이 있다.
- 셀레리나
- 셀레리나 스타츠
- 푼트 무랄 스타츠

3개 노선 모두 래티셰 철도 노선에 있으며, 생모리츠, 쿠어, 란트콰르트 및 티라노까지 정기적으로 운행한다.